# Znak (singel Ewy Farnej)
Znak – pierwszy singel Ewy Farnej zapowiadający czwartą polską płytę studyjną wokalistki (W)Inna?, wydany w czerwcu 2013 roku.
Singel dotarł do 3. miejsca Polish Airplay Chart.

## Teledysk
Teledysk do utworu nagrywany był 16 i 17 lipca 2013. Premiera teledysku odbyła się na 20. urodziny Ewy Farnej, 12 sierpnia 2013.

## Pozycje na listach przebojów
| Lista przebojów      | Pozycja |
| -------------------- | ------- |
| Polish Airplay Chart | 3       |
| Polish Video Chart   | 1       |
| Radio Eska           | 1       |
| RMF FM               | 1       |
| RMF Maxxx            | 2       |
| Radio Zet            | 1       |
| Radio Wawa           | 1       |